# Номограма
Номограма (рос. номограмма, англ. nomogram (abac, alignment chart); нім. Nomogramm n) — спеціальне креслення, яким зображується функціональна залежність між величинами. До впровадження персональних комп'ютерів номограми широко застосовувалися для одержання без розрахунків приблизних рішень громіздких багатофакторних рівнянь.
Етимологія: Номограма — від грец. nomos — закон та gramma — риска, буква, писемний знак, зображення.

## Приклади

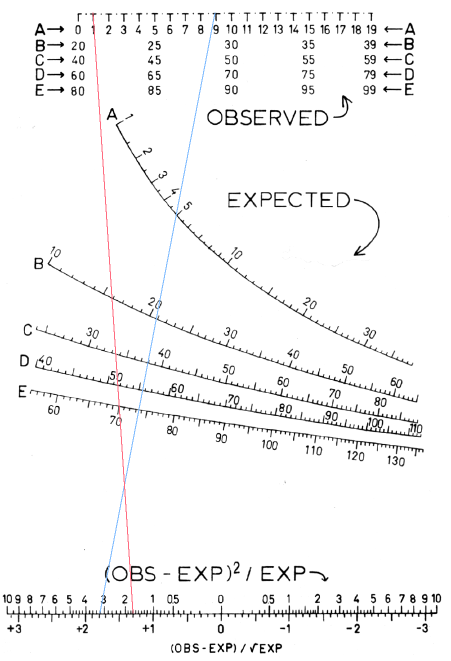
Номограма розподілу Хі-квадрат.

Наприклад, у магнітному збагаченні корисних копалин використовують номограму для оптимізації ланцюжка процесів сепарації за критерієм мінімального часу, при бурінні свердловин використовують номограму Грузинова, при гідравлічному транспорті сипкого матеріалу — номограму Світлого.